# Amor prohibido (película de 1958)
 Amor prohibido es una película de Argentina en blanco y negro dirigida por Luis César Amadori sobre el guion de Ulyses Petit de Murat según la novela Ana Karenina, de León Tolstói que se estrenó el 16 de enero de 1958 y que tuvo como actores principales a Zully Moreno, Jorge Mistral, Santiago Gómez Cou y Susana Campos. Fue la última película de Zully Moreno.

## Producción
Para este filme la productora contrató al actor Jorge Mistral, de España, y al guionista Ulyses Petit de Murat que residía en México a raíz de la persecución del régimen de Juan Domingo Perón. El rodaje se realizó en 1955 pero al sobrevenir en septiembre de ese año el derrocamiento de Perón, su estreno se postergó hasta 1958 por las interdicciones de bienes dispuestas contra Zully Moreno y Amadori a raíz de su relación con el gobierno depuesto. Por este motivo al estrenarla se reemplazó el nombre del director en los créditos por el de Ernesto Arancibia que en realidad sólo había rodado, a pedido de Zully Moreno, la escena del baile en el Teatro Colón, lo cual fue corregido más adelante. Fue la última película filmada en el país por Moreno y Amadori, quienes continuaron sus carreras en España.

## Sinopsis
Una mujer casada ve cómo su vida gris cambia al descubrir un amor pasional por un hombre.

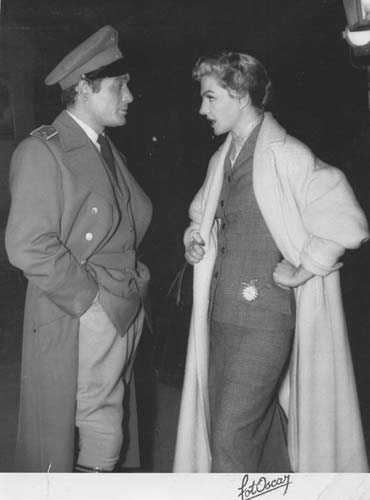
Jorge Mistral y Zully Moreno en una foto publicitaria de la película.

## Reparto
Participaron en el filme los siguientes intérpretes:
- Zully Moreno
- Jorge Mistral
- Santiago Gómez Cou
- Susana Campos
- Beatriz Taibo
- Xénia Monty
- Francisco López Silva
- Miguel Tilli
- Elsa del Campillo
- Pepita Meliá
- Elsa Comellas
- Mariano Vidal Molina
- Juan Alighieri
- Margarita Burke
- Susana Mayo
- Rafael Diserio

## Comentarios
Para Calki es “un film mediocre…hondo melodrama” y Manrupe y Portela opinaron:

”Ana Karenina trasplantada a la Argentina y a la década del 50. Interesante, a pesar de estar tratada como un novelón”